# José María Bermúdez de Castro

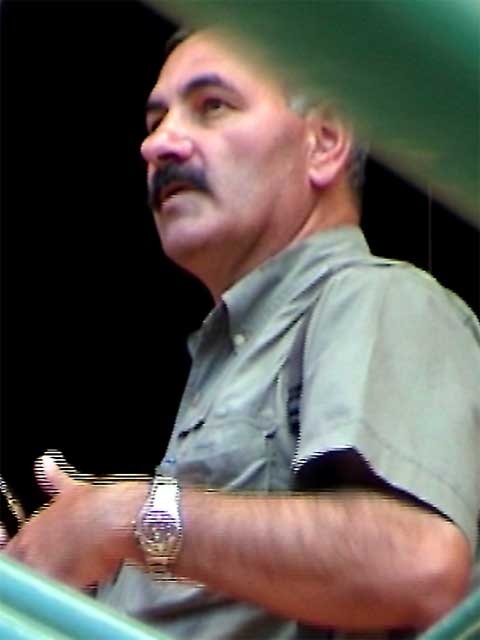
José Mª Bermúdez de Castro

José María Bermúdez de Castro Risueño (* 18. Juni 1952 in Madrid) ist ein spanischer Paläoanthropologe. Er wurde international bekannt als Erstautor der Erstbeschreibung von Homo antecessor aus der Fundstelle Gran Dolina.

## Leben
Bermúdez de Castro studierte Biologie an der Universität Complutense Madrid und erwarb dort auch 1985 den Doktor-Grad. Von 1988 bis 1990 war er an dieser Universität Titularprofessor für Anthropologie, danach Investigador Científico und Profesor de Investigación am Consejo Superior de Investigaciones Científicas und von 2005 bis 2012 Direktor am Centro Nacional de Investigación sobre la Evolución Humana (CENIEH; Nationales Zentrums für die Untersuchung der menschlichen Evolution) in Burgos, wo er die Arbeitsgruppe Anthropologie der Zähne des CENIEH leitete.
Seit 1991 war er als Nachfolger von Emiliano Aguirre Ko-Direktor der Ausgrabungen in den Fossilien-Fundstätten in der Sierra de Atapuerca. Am 16. Dezember 2021 wurde er als Nachfolger von Federico Corriente in die Real Academia Española gewählt.

## Buchveröffentlichungen
- J. M. Bermúdez de Castro, J. L. Arsuaga, E. Carbonell, J. Rodríguez (Hrsg.): Atapuerca. Nuestros antecesores. Junta de Castilla y León 1999, ISBN 84-7846-871-4.
- J. M. Bermúdez de Castro: El chico de la Gran Dolina. En los orígenes de lo humano. (= Drakontos). Crítica, 2002, ISBN 84-8432-317-X.
- J. L. Arsuaga, J. M. Bermúdez de Castro, E. Carbonell, J. Trueba: Los Primeros Europeos: Tesoros de la Sierra de Atapuerca. Junta de Castilla y León 2003, ISBN 84-9718-143-3.
- J. M. Bermúdez de Castro, B. Márquez Mora, A. Mateos Cachorro, M. Martinón-Torres, S. Sarmiento Pérez: Hijos de un tiempo perdido. La búsqueda de nuestros antepasados. (= Ares y Mares). Editorial Crítica, 2004, ISBN 84-8432-545-8.
- J. M. Bermúdez de Castro, E. Carbonell: Atapuerca, perdidos en la colina. La historia humana y cientifica del equipo investigador. (= Imago Mundi. 55). Ediciones Destino, Barcelona 2004, ISBN 84-233-3648-4.

## Fachaufsätze
- J. M. Bermúdez de Castro u. a.: A hominid from the lower Pleistocene of Atapuerca, Spain: possible ancestor to Neandertals and modern humans. In: Science. Band 276, 1997, S. 1392–1395.
- Eudald Carbonell, José M. Bermúdez de Castro u. a.: The first hominin of Europe. In: Nature. Band 452, 2008, S. 465–469.

## Belege
1. ↑  Kurzbiographie: José María Bermúdez de Castro Risueño. Auf: cenieh.es, eingesehen am 5. Februar 2022.
2. ↑  El paleoantropólogo José María Bermúdez de Castro, elegido para ocupar la silla «K» de la RAE. Auf: rae.es vom 16. Dezember 2021.

| Personendaten    | Personendaten                          |
| ---------------- | -------------------------------------- |
| NAME             | Bermúdez de Castro, José María         |
| ALTERNATIVNAMEN  | Bermúdez de Castro Risueño, José María |
| KURZBESCHREIBUNG | spanischer Paläoanthropologe           |
| GEBURTSDATUM     | 18. Juni 1952                          |
| GEBURTSORT       | Madrid, Spanien                        |